# پریگ کمنور
پریگ کمنور (انگلیسی: Perrig Quéméneur؛ زادهٔ ۲۶ آوریل ۱۹۸۴) دوچرخه‌سوار اهل فرانسه است.
از باشگاه‌هایی که در آن بازی کرده‌است می‌توان به تیم دوچرخه‌سواری دیرکت انرژی، اشاره کرد.